# Kepuhpandak
Kepuhpandak is een bestuurslaag in het regentschap Mojokerto van de provincie Oost-Java, Indonesië. Kepuhpandak telt 4332 inwoners (volkstelling 2010).